# Jodupönen (Kreis Goldap)
Jodupönen, von 1938 bis 1945 Grenzhof, war ein Gutshof im Kreis Goldap in Ostpreußen. Der Ort kam nach dem Zweiten Weltkrieg 1945 an die Sowjetunion und fiel wüst. Die Ortsstelle liegt am kleinen Fluss Tscherniza (dt. Joduppe, 1938–1945: Grenzhöfer Bach) am südöstlichen Rand der Oblast Kaliningrad in Russland nahe der Grenze zu Polen und Litauen.

## Geschichte
Jodupönen war ursprünglich eine Unterförsterei, hatte 1818 eine Feuerstelle und gehörte zum Guts- und Polizeibezirk des Forstreviers Nassawen. 1872 wurde es aus diesem herausgelöst, bildete fortan einen selbstständigen Gutsbezirk und war dem Polizeibezirk Adlersfelde zugeordnet. 1874 kam Jodupönen zum neu gegründeten Amtsbezirks Dobawen (Nr. 2), dessen Amtsvorsteher Oskar Belian, Besitzer des Gutes Jodupönen, wurde. 1924 erfolgte die Eingemeindung nach der Landgemeinde Serteggen. Am 16. Juli 1938 wurde der Name des Gutsbezirk im Zuge der nationalsozialistischen Umbenennungsaktion in Grenzhof geändert.
Die überwiegend evangelische Bevölkerung war nach dem evangelischen Kirchspiel Szittkehmen gepfarrt. Katholische Bewohner waren in das Kirchspiel Markgrabowa eingepfarrt. Das zuständige Standesamt war Szittkehmen.
Im Oktober 1944 wurde der Ort von der Roten Armee besetzt. Die neue Polnische Provisorische Regierung ging zunächst davon aus, dass er mit dem gesamten Kreis Goldap unter ihre Verwaltung fallen würde. Im Potsdamer Abkommen (Artikel VI) von August 1945 wurde die neue sowjetisch-polnische Grenze aber unabhängig von den alten Kreisgrenzen anvisiert, wodurch der Ort unter sowjetische Verwaltung kam. Die polnische Umbenennung des Ortes in Jodupiany im Oktober 1948 wurde vermutlich nicht mehr wirksam. Jodupönen/Grenzhof war der südöstlichste ostpreußische Ort, der nach 1945 unter sowjetische Verwaltung kam. Einen russischen Namen erhielt er nicht mehr. Auf einem sowjetischen Messtischblatt (1:50.000) mit dem Stand von 1973 war keine Siedlung mehr verzeichnet.

## Persönlichkeiten
- Oskar Belian, Besitzer von Gut Jodupönen von 1861 bis 1880 und ebenda Amtsvorsteher; Bürgermeister von Allenstein
- Alfred Belian, geboren 1873 auf Gut Jodupönen, Sohn von Oskar Belian; Bürgermeister von Eilenburg, Präsident des Reichsverbandes Deutscher Städte

## Einwohnerentwicklung
| 1818 | 1867 | 1885 | 1905 | 1910 |
| ---- | ---- | ---- | ---- | ---- |
| 7    | 63   | 64   | 68   | 54   |